# Grappa

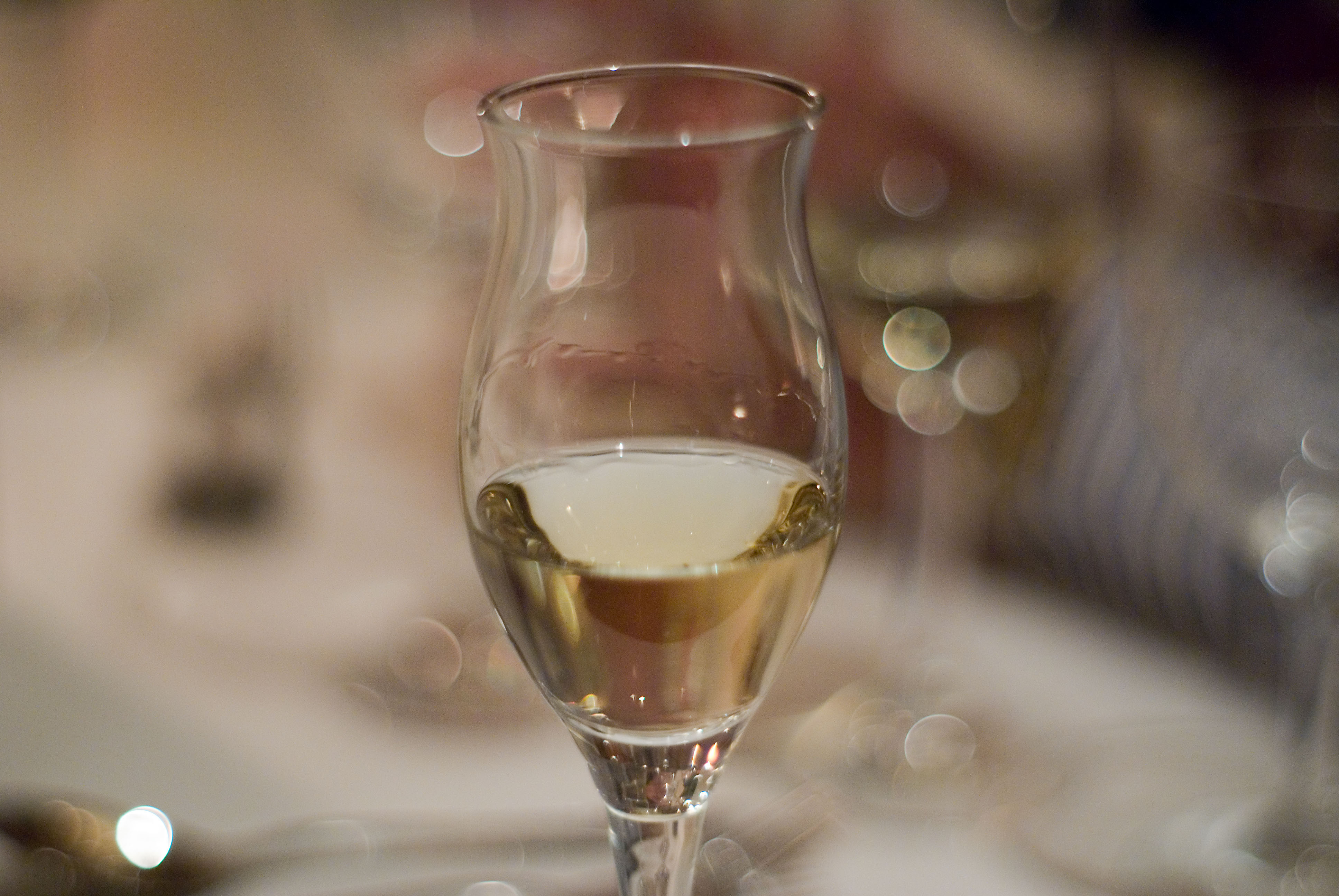
Kieliszek grappy

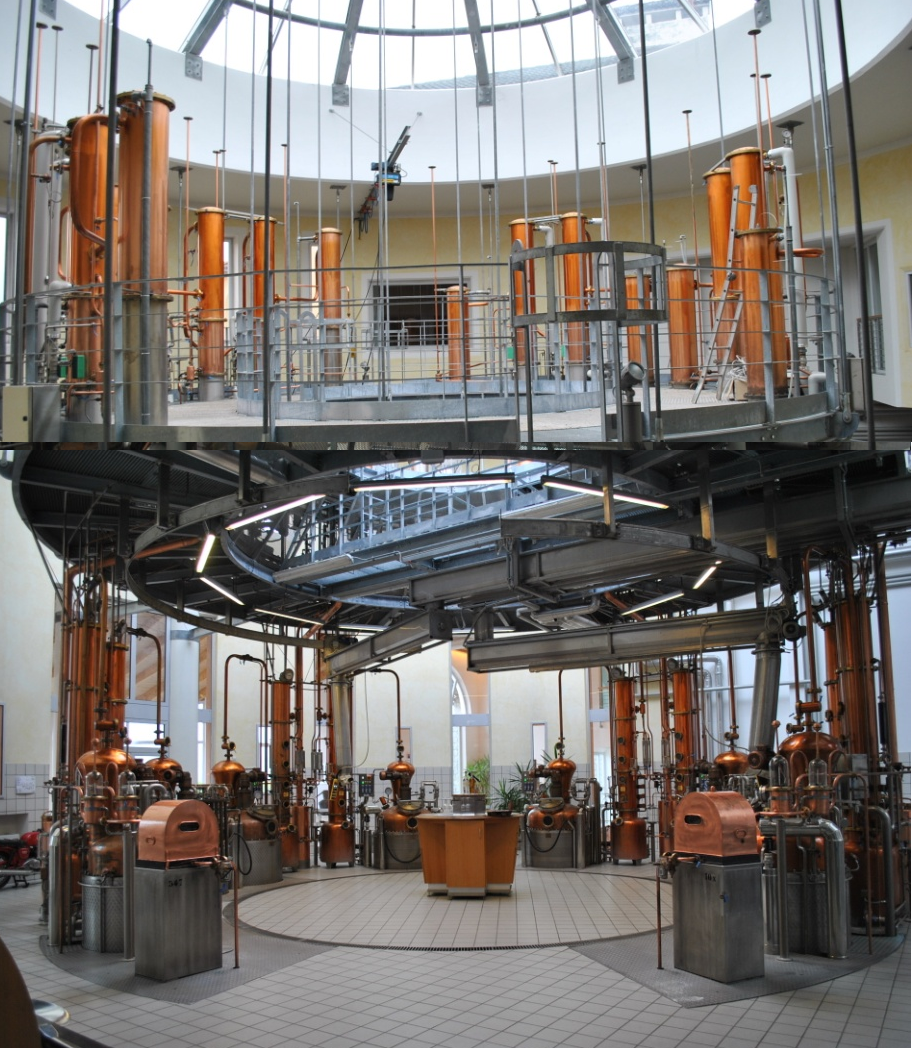
Przemysłowa instalacja do produkcji grappy

Grappa – włoski napój alkoholowy, destylat przefermentowanych wytłoków i pestek winogron, odpadów z procesu produkcji wina. 
Trunek jest przezroczysty (z wyjątkiem grapp starzonych), o charakterystycznym smaku, wysokiej zawartości garbników oraz intensywnym zapachu. Minimalna zawartość alkoholu jest określona według norm europejskich na 37,5%. Smak grappy w dużym stopniu zależy od jakości surowca. Produkuje się m.in. grappy jednoodmianowe (grappa di monovitigno, z jednego szczepu winogron) oraz starzone w beczkach (nabierają złotego koloru).
Ojczyzną grappy są północne Włochy. Destylat z wytłoków produkuje się pod nazwą grappa również w Kalifornii. Analogiczny wyrób jest wytwarzany we Francji pod nazwą marc, Portugalii (pod nazwą bagaceira) oraz Hiszpanii (jako aguardiente, przy czym termin aguardiente ma tam szersze znaczenie).
Grappa jest najczęściej spożywana bez dodatków.